# Radivoje Ognjanović
Radivoje Ognjanović (* 1. Juli 1933 in Strošinci) ist ein vormaliger jugoslawischer Fußballspieler. Der Stürmer war später als Fußballtrainer tätig und gewann den Africa Cup.

## Biografie

### Vereinskarriere
Ognjanović begann seine Karriere beim FK Srem. 1951 holte ihn Partizan Belgrad in seine Reihen, wo er während seines Wehrdienstes unregelmäßig zum Einsatz kam. 1953 wechselte er innerhalb der Stadt zum Aufsteiger FK Radnički Belgrad, wo er die erfolgreichste Zeit der Vereinsgeschichte mitgestaltete. 1956 erreichte er mit der von Illés Spitz trainierten Mannschaft hinter Roter Stern Belgrad und Partizan Belgrad den dritten Platz, im folgenden Jahr stand sie im Pokalendspiel. Trotz einer 3:0-Halbzeitführung ging dieses jedoch gegen Partizan verloren. Dennoch hatte er sich als Stütze dieser Mannschaft in die jugoslawische Nationalelf gespielt. Bis zum Ende des Jahrzehnts platzierte er sich mit der Mannschaft im vorderen Tabellendrittel, anschließend folgte der Absturz, der 1961 mit dem Abstieg in die Zweitklassigkeit endete. Er verließ daraufhin den Klub, es folgten zwei nicht erfolgreiche Aufenthalte bei Partizan respektive Roter Stern.
Da Ognjanović die im Ostblock übliche Altersgrenze von 28 Jahren für einen Wechsel ins nicht-sozialistische Ausland überschritten hatte, ging er 1963–1964 nach Österreich zum SK Sturm Graz, anschließend ließ er beim FC Basel und in Greenham seine Karriere ausklingen.

### Nationalmannschaft
1957 debütierte Ognjanović in der jugoslawischen Nationalmannschaft und gehörte bei der Weltmeisterschaft 1958 zum Aufgebot. Trainer Aleksandar Tirnanić setzte ihn im Turnierverlauf erstmals beim 3:3-Unentschieden im abschließenden Gruppenspiel gegen Paraguay ein. Dort gehörte er zu den Torschützen und war somit maßgeblich am Erreichen des Viertelfinales beteiligt. Sein zweites Turnierspiel war die 0:1-Niederlage gegen den amtierenden Weltmeister Deutschland durch ein Tor von Helmut Rahn. Bis 1959 lief er für die Mannschaft auf.

### Trainerlaufbahn
Nach der Weltmeisterschaft 1982 übernahm Ognjanović als Nachfolger Jean Vincents die Nationalelf Kameruns. Mit der Mannschaft um Théophile Abega, Ernest Ebongué, Bonaventure Djonkep und Joseph-Antoine Bell gewann er durch einen 3:1-Finalsieg gegen Nigeria die Afrikameisterschaft 1984. Später trainierte er zudem die Elfenbeinküste und war als Nachwuchstrainer in Asien tätig.